# Corning Inc.
Corning Incorporated là một công ty công nghệ đa quốc gia của Hoa Kỳ, chuyên về thủy tinh, gốm sứ, và các vật liệu và công nghệ liên quan bao gồm quang học tiên tiến, chủ yếu cho các ứng dụng công nghiệp và khoa học. Công ty được đặt tên là Corning Glass Works cho đến năm 1989. Corning thoái vốn khỏi dòng sản phẩm tiêu dùng (bao gồm Corningware và Visions Pyroceram dựa trên dụng cụ nấu, bộ đồ ăn Corelle Vitrelle, và kinh đồ nướng Pyrex) vào năm 1998 bằng cách bán công ty con Corning Consumer Products Company (nay là Corelle Brands) cho Borden, nhưng vẫn giữ một lượng cổ phần khoảng 8 phần trăm.
Tính đến  năm 2014, Corning có năm lĩnh vực kinh doanh chính: công nghệ hiển thị, công nghệ môi trường, khoa học sự sống, truyền thông quang học và vật liệu đặc biệt. Corning có liên quan đến hai công ty liên doanh: Dow Corning và Pittsburgh Corning. Quest Diagnostics và Covance đã được tách ra từ Corning vào năm 1996. Corning là một trong những nhà cung cấp chính cho Apple Inc. kể từ khi hợp tác với Steve Jobs vào năm 2007 để phát triển iPhone; Corning phát triển và sản xuất Gorilla Glass, được sử dụng bởi nhiều nhà sản xuất điện thoại thông minh. Đây là một trong những nhà sản xuất thủy tinh lớn nhất thế giới. Corning đã giành được Huy chương Quốc gia về Công nghệ và Sáng kiến Đổi mới bốn lần cho những sáng kiến đổi mới sản phẩm và quy trình.

## Ban giám đốc
Tính đến  năm 2016:
- Donald W. Blair: phó chủ tịch điều hành đã nghỉ hưu và giám đốc tài chính, NIKE, Inc.
- Stephanie A. Burns: chủ tịch và giám đốc điều hành đã nghỉ hưu, Tập đoàn Dow Corning
- John A. Canning, Jr.: Chủ tịch, Madison Dearborn Partners, LLC
- Richard T. Clark: chủ tịch, chủ tịch và giám đốc điều hành đã nghỉ hưu, Merck & Co., Inc.
- Robert F. Cummings, Jr.: Phó chủ tịch ngân hàng đầu tư đã nghỉ hưu, JPMorgan Chase & Co.
- Deborah A. Henretta: chủ tịch tập đoàn kinh doanh điện tử toàn cầu, Công ty Procter & Gamble
- Daniel P. Huttenlocher: trưởng khoa và phó hiệu trưởng, Cornell Tech
- Kurt M. Landgraf: chủ tịch và giám đốc điều hành đã nghỉ hưu, Dịch vụ kiểm tra giáo dục
- Kevin Martin: phó chủ tịch, chính sách truy cập di động và toàn cầu, Facebook, Inc.
- Deborah D. Rieman: chủ tịch điều hành, Tập đoàn MetaMmarket
- Hansel E. Tookes II: chủ tịch và giám đốc điều hành đã nghỉ hưu, Công ty Máy bay Raytheon
- Wendell P. Weekks: chủ tịch, giám đốc điều hành và chủ tịch, Corning Incorporated
- Mark S. Wrighton: thủ tướng và giáo sư hóa học, Đại học Washington ở St. Louis

### đọc thêm
- Gardiner, Bryan (ngày 24 tháng 9 năm 2012). “Glass Works: How Corning Created the Ultrathin, Ultrastrong Material of the Future”. Wired.
- “The Trials of Amory Houghton Jr”. Forbes. tháng 9 năm 1977. Bản gốc lưu trữ ngày 29 tháng 7 năm 2017.